# Perrinet Leclerc
Perrinet Leclerc est un conspirateur, né à Paris à la fin du XIVe siècle. 
En 1418, au moment où la France était déchirée par les luttes sanglantes des Bourguignons et des Armagnacs, un jeune bourgeois, marchand de fer au Petit-Pont, ayant subi les mauvais traitements des Armagnacs, alors maîtres de Paris, n’avait pu obtenir justice du prévôt. Voulant se venger, il s’associa d’autres mécontents et se lia avec le chef d’un parti de Bourguignons maîtres de Pontoise. 
Il lui promit de lui ouvrir, le 29 mai à deux heures de la nuit, la porte Saint-Germain, ce qui lui était facile, car son père était quartenier et avait en garde les clefs de cette porte. Pendant la nuit désignée, il déroba les clefs cachées sous le chevet de son père, puis alla silencieusement, avec ses complices, attendre les Bourguignons à la porte Saint-Germain. Ceux-ci se présentèrent au Châtelet, où ils furent reçus par 400 bourgeois armés que Perrinet Le Clerc avait fait entrer dans la conspiration et qui les accueillirent aux cris de : Vive Bourgogne! La population seconda les Bourguignons, dont le triomphe fut ainsi assuré. 
Il va sans dire que cette révolution, comme toutes celles de l’époque, fut signalée par des massacres et des pillages. Quant à Perrinet Le Clerc, il fut trouvé mort quelques jours après, frappé, dit-on, de la main de son propre père. Mais cette dernière circonstance n’est sans doute qu’une invention des chroniqueurs, destinée à laver d’un assassinat la mémoire des puissants ennemis de Leclerc.
Il est le sujet du drame d'Auguste Anicet-Bourgeois : Périnet Leclerc ou Paris en 1418.